# 丽江栎
丽江栎（学名：Quercus dolicholepis var. elliptica）为壳斗科栎属下的一个变种。

## 扩展阅读
- 維基物種上的相關：丽江栎